# Diocesi di Sinda
La diocesi di Sinda (in latino Dioecesis Sindensis) è una sede soppressa e sede titolare della Chiesa cattolica.

## Storia
L'Annuario Pontificio del 1926 introduce nell'elenco delle sedi titolari della Chiesa cattolica il titolo di Sinda, in riferimento ad una diocesi della provincia romana della Panfilia Seconda nel patriarcato di Costantinopoli, suffraganea dell'arcidiocesi di Perge. L'Annuario Pontificio inoltre riporta come indicazione topografica quella di Alan-köy, in Turchia.
Questa presunta diocesi bizantina è ignota a tutte le fonti antiche, nessuno dei suoi vescovi è stato tramandato dalle fonti conciliari e letterarie, e la sede non compare in nessuna delle Notitiae Episcopatuum del patriarcato costantinopolitano. Stiernon conclude che Sinda non è mai stata una sede episcopale e che il titolo si deve riferire a quello di Isinda, di cui rappresenta un doppione.
Il titolo, istituito nel 1926, è stato assegnato in quattro occasioni, ed è vacante dal 17 novembre 1987.

## Cronotassi dei vescovi titolari
- António Maria Teixeira † (13 giugno 1928 - 25 maggio 1929 succeduto vescovo di SãoTomé di Meliapore)
- Francis Wang Tse-pu (Uamcepu) † (16 dicembre 1929 - 11 aprile 1946 nominato vescovo di Wanzhou)
- Joseph Maximilian Mueller † (20 agosto 1947 - 20 settembre 1948 succeduto vescovo di Sioux City)
- Thomas Bernard Pearson † (14 maggio 1949 - 17 novembre 1987 deceduto)